# Cankova

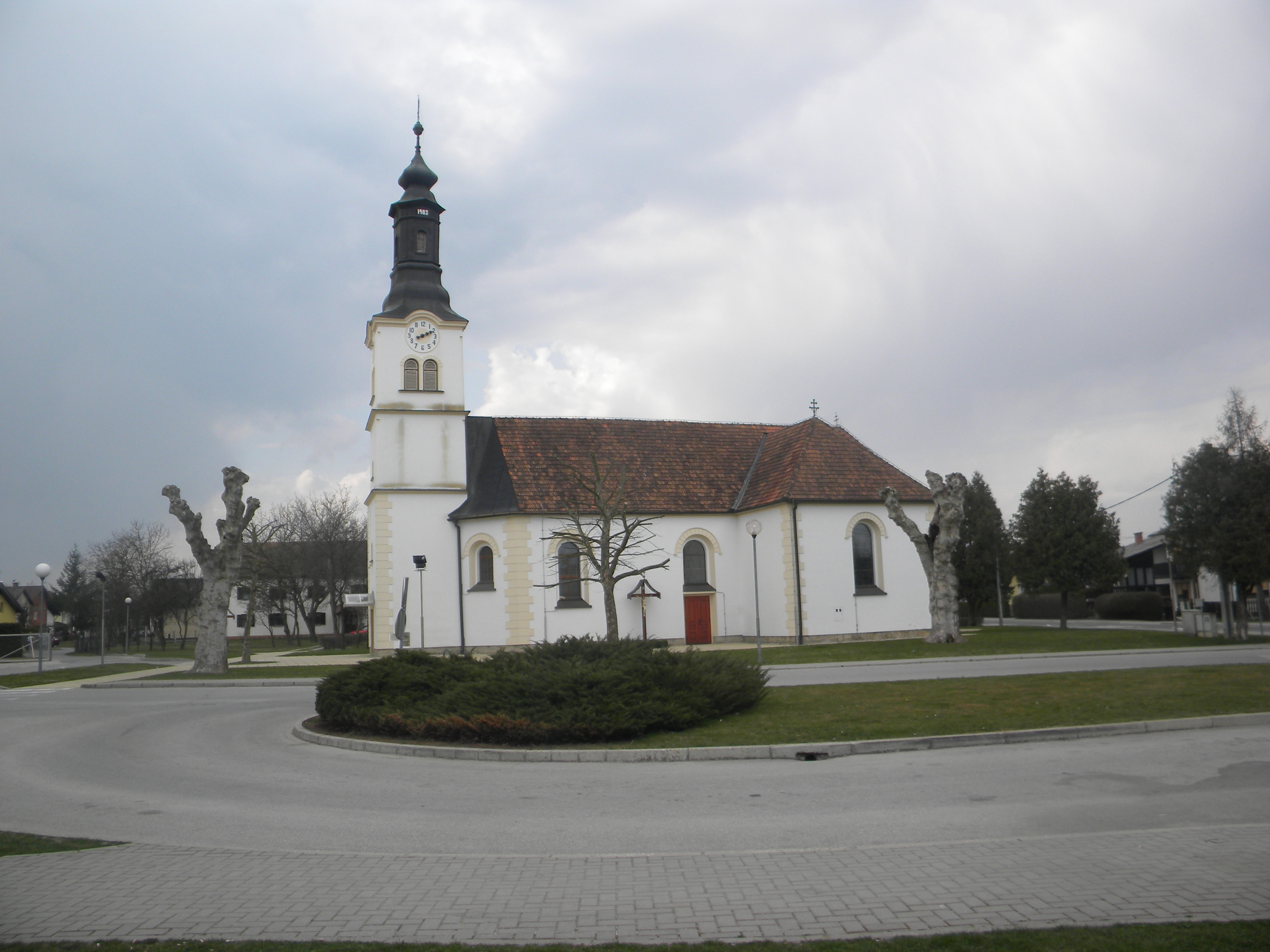
Kyrkan i Cankova

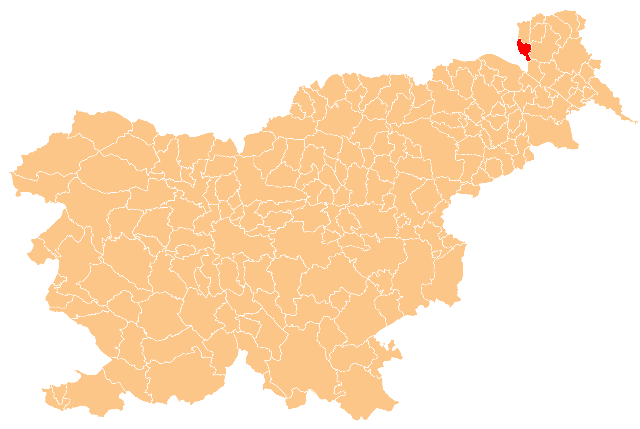
Cankovas läge i Slovenien

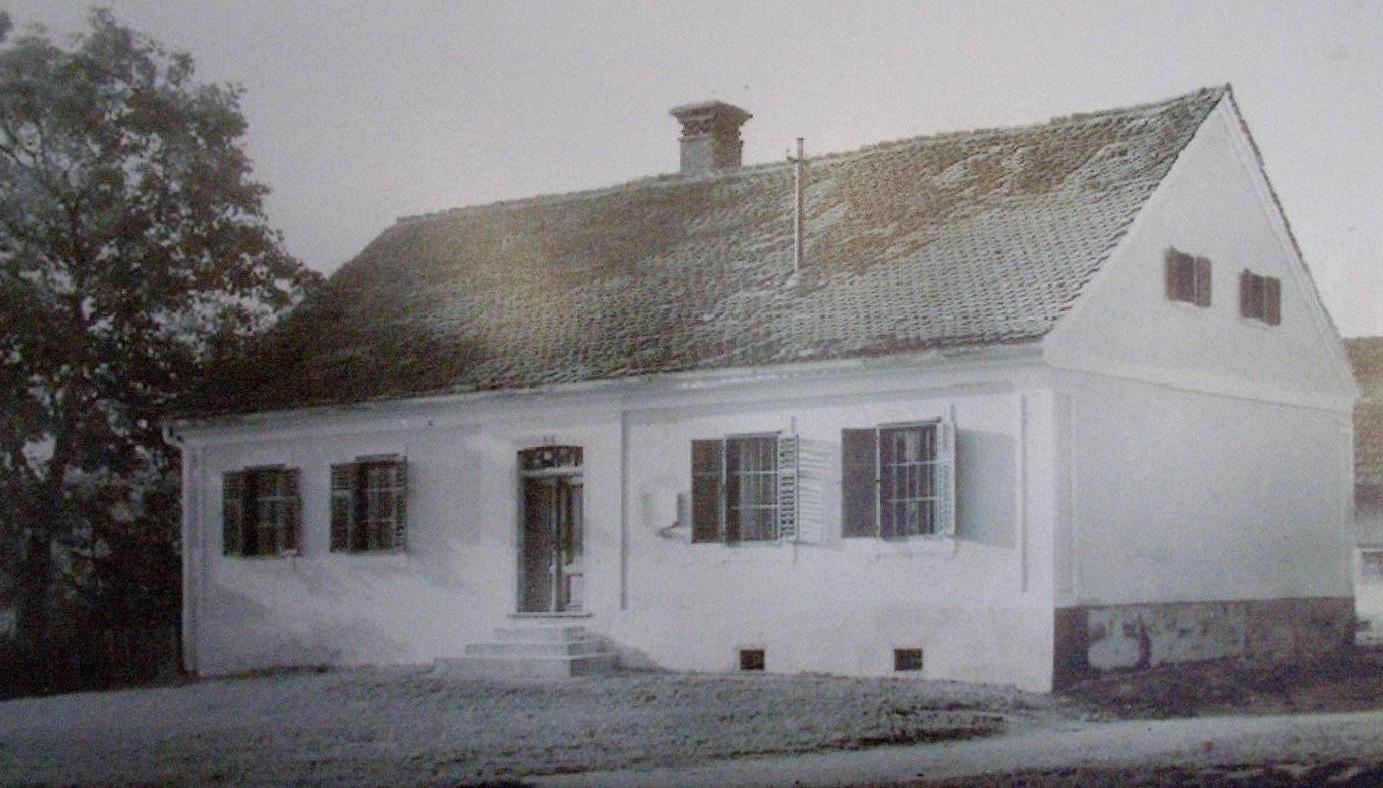
Familjen Pavels hus, cirka 1900

Cankova (tyska: Kaltenbrunn) är en mindre ort och kommun i norra Slovenien, med 1 765 invånare (31 december 2023) i kommunen. Centralorten hade 478 invånare i slutet av 2007, på en yta av 3,6 kvadratkilometer.
Den ungerska författaren Avgust Pavel (1886-1946) föddes i Cankova.